# Le Mystérieux Voyage d'Homer
Le Mystérieux Voyage d'Homer (El Viaje Misterioso de Nuestro Jomer (The Mysterious Voyage of Homer)) est le 9e épisode de la saison 8 de la série télévisée d'animation Les Simpson.

## Synopsis
Agacée par le comportement d'Homer chaque année, Marge essaie par différents stratagèmes, de faire oublier à Homer que se déroule le concours annuel du meilleur chili de Springfield, mais l'odeur du chili dans la rue finit par le lui rappeler.
Après avoir convaincu Marge d'y aller, il ne perd pas une minute et fonce avec sa famille à la manifestation. Après avoir goûté certains chili résolument trop fade pour lui, il tente celui du chef Wiggum. Ce dernier a ajouté un ingrédient tout spécialement pour lui : le redoutable « piment de Quetzlzacatenango » ! En le goûtant, Homer part en courant, vexé il trouve une astuce en buvant une bougie en train de fondre, et y retourne manger les piments spéciaux au grand étonnement de tous. Ensuite, il commence à halluciner et se retrouve dans un étrange désert où il rencontre une tortue lui suggérant de le suivre jusqu'à une pyramide, il monte au sommet, et voit ce qui ressemble à Marge, figée, dont on ne voit que ses cheveux et jamais son visage. Homer, médusé, voit ensuite un coyote apparaître, (pastiche du renard de St Exupéry), ce dernier lui conseille de « trouver son âme sœur ». Il se réveille ensuite sur un terrain de golf et rentre chez lui, convaincu que son âme sœur est évidemment Marge. En arrivant chez lui, il est troublé par les réponses de Marge alors encore fort en colère sur la question d'âme sœur. Il part de chez lui et cherchera quelqu'un d'autre...